# Chłopiec z plakatu
Chłopiec z plakatu (O klukovi z plakátu) – czechosłowacki serial animowany dla dzieci kręcony w latach 1970–1981. Autorem był zmarły w 1989 roku w Pradze Czech Josef Kábrt. W Polsce serial był emitowany w dobranockach w tym samym okresie.
W Czechach serial został wydany na VHS i DVD.

## Opis
Pierwszoklasista Łukasz idąc pewnego dnia do szkoły zobaczył samego siebie na plakacie. Plakat ów namalował jego tatuś malarz. Chłopiec z plakatu ożywa, a Łukasz zaprzyjaźnia się z nim. Obaj mają to samo imię.

## Spis odcinków
- Bouračka
- I strašidlo zebou nohy
- Jak kluk ke psu přišel
- Jak kluka z plakátu přelepili
- Jak šel Lukáš za Lukáše do školy
- Letecký den
- Motokros
- Narozeniny
- Navštivte cizí kraje
- Navštivte krápníkové jeskyně
- Navštivte ZOO
- Nech kočičky na pokoji
- Neviděli jste tu lva?
- Pěstujte vodní sporty
- Sborová recitace
- Střihová služba
- Stěhování dravé zvěře
- Táborák na rozloučenou
- Velká Pardubická
- Velká voda
- Velké malování
- Výstava dětské kresby
- Výstava koček
- Výstava psů
- Za dobré vysvědčení
- Ztratila se písmenka